# VMP1
VMP1 (англ. Vacuole membrane protein 1) – білок, який кодується однойменним геном, розташованим у людей на короткому плечі 17-ї хромосоми. Довжина поліпептидного ланцюга білка становить 406 амінокислот, а молекулярна маса — 46 238.
| 10         |  | 20         |  | 30         |  | 40         |  | 50         |
| ---------- |  | ---------- |  | ---------- |  | ---------- |  | ---------- |
| MAENGKNCDQ |  | RRVAMNKEHH |  | NGNFTDPSSV |  | NEKKRREREE |  | RQNIVLWRQP |
| LITLQYFSLE |  | ILVILKEWTS |  | KLWHRQSIVV |  | SFLLLLAVLI |  | ATYYVEGVHQ |
| QYVQRIEKQF |  | LLYAYWIGLG |  | ILSSVGLGTG |  | LHTFLLYLGP |  | HIASVTLAAY |
| ECNSVNFPEP |  | PYPDQIICPD |  | EEGTEGTISL |  | WSIISKVRIE |  | ACMWGIGTAI |
| GELPPYFMAR |  | AARLSGAEPD |  | DEEYQEFEEM |  | LEHAESAQDF |  | ASRAKLAVQK |
| LVQKVGFFGI |  | LACASIPNPL |  | FDLAGITCGH |  | FLVPFWTFFG |  | ATLIGKAIIK |
| MHIQKIFVII |  | TFSKHIVEQM |  | VAFIGAVPGI |  | GPSLQKPFQE |  | YLEAQRQKLH |
| HKSEMGTPQG |  | ENWLSWMFEK |  | LVVVMVCYFI |  | LSIINSMAQS |  | YAKRIQQRLN |
| SEEKTK     |  |            |  |            |  |            |  |            |

A: Аланін

C: Цистеїн

D: Аспарагінова кислота

E: Глутамінова кислота

F: Фенілаланін

G: Гліцин

H: Гістидин

I: Ізолейцин

K: Лізин

L: Лейцин

M: Метіонін

N: Аспарагін

P: Пролін

Q: Глутамін

R: Аргінін

S: Серин

T: Треонін

V: Валін

W: Триптофан

Задіяний у таких біологічних процесах, як клітинна адгезія, автофагія, ацетилювання, альтернативний сплайсинг. 
Локалізований у клітинній мембрані, мембрані, ендоплазматичному ретикулумі.